# Экваториальная Гвинея на летних Олимпийских играх 1988
Экваториальная Гвинея принимала участие в Летних Олимпийских играх 1988 года в Сеуле (Республика Корея) во второй раз за свою историю, но не завоевала ни одной медали. Сборную страны представляли 6 спортсменов (4 мужчины и 2 женщины) и 3 официальных лица.

## Результаты соревнований

### Лёгкая атлетика
Мужчины
| Дисциплина         | Спортсмены         | Предварительный раунд | Предварительный раунд | Предварительный раунд | Четвертьфиналы       | Четвертьфиналы       | Четвертьфиналы       | Полуфиналы           | Полуфиналы           | Полуфиналы           | Финал                | Финал                |
| Дисциплина         | Спортсмены         | Забег                 | Время                 | Место                 | Забег                | Время                | Место                | Забег                | Время                | Место                | Время                | Место                |
| ------------------ | ------------------ | --------------------- | --------------------- | --------------------- | -------------------- | -------------------- | -------------------- | -------------------- | -------------------- | -------------------- | -------------------- | -------------------- |
| бег на 100 метров  | Секундино Боработа | 11                    | 11,52 PB              | 8                     | Завершил выступление | Завершил выступление | Завершил выступление | Завершил выступление | Завершил выступление | Завершил выступление | Завершил выступление | Завершил выступление |
| бег на 200 метров  | Густаво Энвела     | 9                     | 22,33                 | 62                    | Завершил выступление | Завершил выступление | Завершил выступление | Завершил выступление | Завершил выступление | Завершил выступление | Завершил выступление | Завершил выступление |
| бег на 400 метров  | Густаво Энвела     | 1                     | 48,11                 | 6                     | Завершил выступление | Завершил выступление | Завершил выступление | Завершил выступление | Завершил выступление | Завершил выступление | Завершил выступление | Завершил выступление |
| бег на 1500 метров | Бернардо Элонга    | 2                     | 4:16,40 PB            | 59                    | Не проводится        | Не проводится        | Не проводится        | Завершил выступление | Завершил выступление | Завершил выступление | Завершил выступление | Завершил выступление |
| бег на 5000 метров | Мануэль Рондо      | 1                     | 16:44,13 PB           | 55                    | Не проводится        | Не проводится        | Не проводится        | Не проводится        | Не проводится        | Не проводится        | Завершил выступление | Завершил выступление |

Женщины
| Дисциплина        | Спортсменки       | Предварительный раунд | Предварительный раунд | Предварительный раунд | Четвертьфиналы        | Четвертьфиналы        | Четвертьфиналы        | Полуфиналы            | Полуфиналы            | Полуфиналы            | Финал                 | Финал                 |
| Дисциплина        | Спортсменки       | Забег                 | Время                 | Место                 | Забег                 | Время                 | Место                 | Забег                 | Время                 | Место                 | Время                 | Место                 |
| ----------------- | ----------------- | --------------------- | --------------------- | --------------------- | --------------------- | --------------------- | --------------------- | --------------------- | --------------------- | --------------------- | --------------------- | --------------------- |
| бег на 200 метров | Роса Мбуамангонго | 8                     | 31,12 PB              | 58                    | Завершила выступление | Завершила выступление | Завершила выступление | Завершила выступление | Завершила выступление | Завершила выступление | Завершила выступление | Завершила выступление |
| бег на 800 метров | Хулиана Обионг    | 1                     | 1:07,58               | 7                     | Завершила выступление | Завершила выступление | Завершила выступление | Завершила выступление | Завершила выступление | Завершила выступление | Завершила выступление | Завершила выступление |